# Vuelta al País Vasco 2015
55. edycja wyścigu kolarskiego Vuelta al País Vasco odbędzie się od 6 do 11 kwietnia 2015. Wyścig liczyć będzie sześć etapów, o łącznym dystansie 844,8 km i był zaliczany do rankingu światowego UCI World Tour 2015. 

## Uczestnicy
Na starcie tego klasycznego wyścigu stanęło 19 zawodowych ekip: siedemnaście drużyn jeżdżących w UCI World Tour 2015 i dwie profesjonalne ekipy zaproszone przez organizatorów z tzw. "dziką kartą".
| Numery | Kod | Drużyna             |
| ------ | --- | ------------------- |
| 1-8    | TTS | Team Tinkoff-Saxo   |
| 11-18  | BMC | BMC Racing Team     |
| 21-28  | SKY | Team Sky            |
| 31-38  | MOV | Movistar Team       |
| 41-48  | GIA | Team Giant-Alpecin  |
| 51-58  | ALM | Ag2r-La Mondiale    |
| 61-68  | OGE | Orica GreenEDGE     |
| 71-78  | IAM | IAM Cycling         |
| 81-88  | LTJ | Team Lotto NL-Jumbo |
| 91-98  | AST | Pro Team Astana     |

| Numery  | Kod | Drużyna                |
| ------- | --- | ---------------------- |
| 101-108 | LTS | Lotto Soudal           |
| 111-118 | LAM | Lampre-Merida          |
| 121-128 | EQS | Etixx-Quick Step       |
| 131-138 | KAT | Team Katusha           |
| 141-148 | FDJ | FDJ.fr                 |
| 151-158 | TCG | Team Cannondale-Garmin |
| 161-168 | TRE | Trek Factory Racing    |
| 171-178 | CJR | Caja Rural-Seguros RGA |
| 181-188 | COF | Cofidis                |

## Etapy
| Etap | Data        | Start - Meta        | km    | Typ | Zwycięzca etapu   | Lider             |
| ---- | ----------- | ------------------- | ----- | --- | ----------------- | ----------------- |
| 1.   | 6 kwietnia  | Bilbao - Bilbao     | 162,7 |     | Michael Matthews  | Michael Matthews  |
| 2.   | 7 kwietnia  | Bilbao - Vitoria    | 175,4 |     | Fabio Felline     | Michael Matthews  |
| 3.   | 8 kwietnia  | Vitoria - Zumarraga | 170,7 |     | Joaquim Rodríguez | Sergio Henao      |
| 4.   | 9 kwietnia  | Zumarraga - Eibar   | 162,2 |     | Joaquim Rodríguez | Sergio Henao      |
| 5.   | 10 kwietnia | Eibar - Aia         | 155,5 |     | Mikel Landa       | Sergio Henao      |
| 6.   | 11 kwietnia | Aia                 | 18,3  | ITT | Tom Dumoulin      | Joaquim Rodríguez |

### Etap 1 - 06.04: Bilbao - Bilbao, 162,7 km
| #   | Zawodnik           | Zespół | Czas       |
| --- | ------------------ | ------ | ---------- |
| 1   | Michael Matthews   | OGE    | 3h 57' 07" |
| 2   | Michał Kwiatkowski | EQS    | + 0"       |
| 3   | Ilnur Zakarin      | KAT    | + 0"       |
|     |                    |        |            |
| 26  | Rafał Majka        | TTS    | + 0"       |
| 39  | Paweł Poljański    | TTS    | + 0"       |
| 119 | Michał Gołaś       | EQS    | + 8' 42"   |

| #   | Zawodnik           | Zespół | Czas       |
| --- | ------------------ | ------ | ---------- |
| 1   | Michael Matthews   | OGE    | 3h 57' 07" |
| 2   | Michał Kwiatkowski | EQS    | + 0"       |
| 3   | Ilnur Zakarin      | KAT    | + 0"       |
|     |                    |        |            |
| 26  | Rafał Majka        | TTS    | + 0"       |
| 39  | Paweł Poljański    | TTS    | + 0"       |
| 119 | Michał Gołaś       | EQS    | + 8' 42"   |

### Etap 2 - 07.04: Bilbao - Vitoria, 175,4 km
| #  | Zawodnik           | Zespół | Czas       |
| -- | ------------------ | ------ | ---------- |
| 1  | Fabio Felline      | TRE    | 4h 32' 32" |
| 2  | Michael Matthews   | OGE    | + 0"       |
| 3  | Tony Gallopin      | LTS    | + 0"       |
|    |                    |        |            |
| 4  | Michał Kwiatkowski | EQS    | + 0"       |
| 34 | Rafał Majka        | TTS    | + 0"       |
| 47 | Paweł Poljański    | TTS    | + 0"       |
| 98 | Michał Gołaś       | EQS    | + 20"      |

| #   | Zawodnik           | Zespół | Czas       |
| --- | ------------------ | ------ | ---------- |
| 1   | Michael Matthews   | OGE    | 8h 29' 39" |
| 2   | Michał Kwiatkowski | EQS    | + 0"       |
| 3   | Fabio Felline      | TRE    | + 0"       |
|     |                    |        |            |
| 23  | Rafał Majka        | TTS    | + 0"       |
| 34  | Paweł Poljański    | TTS    | + 0"       |
| 101 | Michał Gołaś       | EQS    | + 9' 02"   |

### Etap 3 - 08.04: Vitoria - Zumarraga, 170,7 km
| #  | Zawodnik           | Zespół | Czas       |
| -- | ------------------ | ------ | ---------- |
| 1  | Joaquim Rodríguez  | KAT    | 4h 39' 02" |
| 2  | Sergio Henao       | SKY    | + 0"       |
| 3  | Nairo Quintana     | MOV    | + 0"       |
|    |                    |        |            |
| 4  | Michał Kwiatkowski | EQS    | + 7"       |
| 5  | Rafał Majka        | TTS    | + 7"       |
| 36 | Paweł Poljański    | TTS    | + 1' 18"   |
| 75 | Michał Gołaś       | EQS    | + 9' 59"   |

| #  | Zawodnik           | Zespół | Czas        |
| -- | ------------------ | ------ | ----------- |
| 1  | Sergio Henao       | SKY    | 13h 08' 41" |
| 2  | Joaquim Rodríguez  | KAT    | + 0"        |
| 3  | Nairo Quintana     | MOV    | + 0"        |
|    |                    |        |             |
| 4  | Michał Kwiatkowski | EQS    | + 7"        |
| 6  | Rafał Majka        | TTS    | + 7"        |
| 33 | Paweł Poljański    | TTS    | + 1' 18"    |
| 95 | Michał Gołaś       | EQS    | + 19' 01"   |

### Etap 4 - 09.04: Zumarraga - Eibar, 162,2 km
| #  | Zawodnik           | Zespół | Czas       |
| -- | ------------------ | ------ | ---------- |
| 1  | Joaquim Rodríguez  | KAT    | 4h 05' 10" |
| 2  | Bauke Mollema      | TRE    | + 0"       |
| 3  | Simon Yates        | OGE    | + 0"       |
|    |                    |        |            |
| 13 | Michał Kwiatkowski | EQS    | + 23"      |
| 16 | Rafał Majka        | TTS    | + 23"      |
| 39 | Paweł Poljański    | TTS    | + 6' 28"   |
| 50 | Michał Gołaś       | EQS    | + 7' 53"   |

| #  | Zawodnik           | Zespół | Czas        |
| -- | ------------------ | ------ | ----------- |
| 1  | Sergio Henao       | SKY    | 17h 13' 51" |
| 2  | Joaquim Rodríguez  | KAT    | + 0"        |
| 3  | Nairo Quintana     | MOV    | + 0"        |
|    |                    |        |             |
| 13 | Michał Kwiatkowski | EQS    | + 30"       |
| 15 | Rafał Majka        | TTS    | + 30"       |
| 32 | Paweł Poljański    | TTS    | + 7' 46"    |
| 64 | Michał Gołaś       | EQS    | + 26' 54"   |

### Etap 5 - 10.04: Eibar - Aia, 155,5 km
| #  | Zawodnik           | Zespół | Czas       |
| -- | ------------------ | ------ | ---------- |
| 1  | Mikel Landa        | AST    | 4h 06' 01" |
| 2  | Tim Wellens        | LTS    | + 3"       |
| 3  | Tom Danielson      | TCG    | + 16"      |
|    |                    |        |            |
| 11 | Michał Kwiatkowski | EQS    | + 1' 08"   |
| 20 | Rafał Majka        | TTS    | + 1' 22"   |
| 53 | Paweł Poljański    | TTS    | + 4' 27"   |
| 87 | Michał Gołaś       | EQS    | + 10' 32"  |

| #  | Zawodnik           | Zespół | Czas        |
| -- | ------------------ | ------ | ----------- |
| 1  | Sergio Henao       | SKY    | 21h 20' 48" |
| 2  | Joaquim Rodríguez  | KAT    | + 0"        |
| 3  | Simon Yates        | OGE    | + 7"        |
|    |                    |        |             |
| 11 | Michał Kwiatkowski | EQS    | + 42"       |
| 13 | Rafał Majka        | TTS    | + 56"       |
| 31 | Paweł Poljański    | TTS    | + 11' 17"   |
| 68 | Michał Gołaś       | EQS    | + 36' 30"   |

### Etap 6 - 11.04: Aia, 18,3 km
| #  | Zawodnik           | Zespół | Czas     |
| -- | ------------------ | ------ | -------- |
| 1  | Tom Dumoulin       | GIA    | 28' 46"  |
| 2  | Joaquim Rodríguez  | KAT    | + 3"     |
| 3  | Jon Izagirre       | MOV    | + 16"    |
|    |                    |        |          |
| 10 | Michał Kwiatkowski | EQS    | + 37"    |
| 49 | Rafał Majka        | TTS    | + 2' 19" |
| 70 | Paweł Poljański    | TTS    | + 3' 04" |
| 74 | Michał Gołaś       | EQS    | + 3' 24" |

| #  | Zawodnik           | Zespół | Czas        |
| -- | ------------------ | ------ | ----------- |
| 1  | Joaquim Rodríguez  | KAT    | 21h 49' 38" |
| 2  | Sergio Henao       | SKY    | + 13"       |
| 3  | Jon Izagirre       | MOV    | + 29"       |
|    |                    |        |             |
| 8  | Michał Kwiatkowski | EQS    | + 1' 15"    |
| 15 | Rafał Majka        | TTS    | + 3' 11"    |
| 35 | Paweł Poljański    | TTS    | + 14' 17"   |
| 63 | Michał Gołaś       | EQS    | + 39' 50"   |

## Liderzy klasyfikacji po etapach
| Etap                 | Zwycięzca            | Klasyfikacja generalna | Klasyfikacja górska | Klasyfikacja punktowa | Klasyfikacja sprinterska | Klasyfikacja drużynowa |
| -------------------- | -------------------- | ---------------------- | ------------------- | --------------------- | ------------------------ | ---------------------- |
| 1                    | Michael Matthews     | Michael Matthews       | Omar Fraile         | Michael Matthews      | Omar Fraile              | Etixx-Quick Step       |
| 2                    | Fabio Felline        | Michael Matthews       | Amets Txurruka      | Michael Matthews      | Louis Vervaeke           | Etixx-Quick Step       |
| 3                    | Joaquim Rodríguez    | Sergio Henao           | Omar Fraile         | Michał Kwiatkowski    | Omar Fraile              | Team Katusha           |
| 4                    | Joaquim Rodríguez    | Sergio Henao           | Omar Fraile         | Michał Kwiatkowski    | Omar Fraile              | Team Katusha           |
| 5                    | Mikel Landa          | Sergio Henao           | Omar Fraile         | Joaquim Rodríguez     | Louis Vervaeke           | Team Katusha           |
| 6                    | Tom Dumoulin         | Joaquim Rodríguez      | Omar Fraile         | Joaquim Rodríguez     | Louis Vervaeke           | Team Katusha           |
| Klasyfikacja końcowa | Klasyfikacja końcowa | Joaquim Rodríguez      | Omar Fraile         | Joaquim Rodríguez     | Louis Vervaeke           | Team Katusha           |

## Klasyfikacje końcowe

### Klasyfikacja generalna
|    | Zawodnik           | Zespół            | Czas        |
| -- | ------------------ | ----------------- | ----------- |
| 1  | Joaquim Rodríguez  | Team Katusha      | 21h 49' 38" |
| 2  | Sergio Henao       | Team Sky          | + 13"       |
| 3  | Jon Izagirre       | Movistar Team     | + 29"       |
| 4  | Nairo Quintana     | Movistar Team     | + 38"       |
| 5  | Simon Yates        | Orica GreenEDGE   | + 46"       |
| 6  | Michele Scarponi   | Pro Team Astana   | + 1' 06"    |
| 7  | Rui Costa          | Lampre-Merida     | + 1' 14"    |
| 8  | Michał Kwiatkowski | Etixx-Quick Step  | + 1' 15"    |
| 9  | Ilnur Zakarin      | Team Katusha      | + 1' 25"    |
| 10 | Thibaut Pinot      | FDJ.fr            | + 1' 33"    |
|    |                    |                   |             |
| 15 | Rafał Majka        | Team Tinkoff-Saxo | + 3' 11"    |
| 35 | Paweł Poljański    | Team Tinkoff-Saxo | + 14' 11"   |
| 63 | Michał Gołaś       | Etixx-Quick Step  | + 39' 50"   |

|    | Zawodnik           | Zespół              | Punkty |
| -- | ------------------ | ------------------- | ------ |
| 1  | Joaquim Rodríguez  | Team Katusha        | 78     |
| 2  | Michał Kwiatkowski | Etixx-Quick Step    | 62     |
| 3  | Sergio Henao       | Team Sky            | 55     |
| 4  | Fabio Felline      | Trek Factory Racing | 44     |
| 5  | Simon Yates        | Orica GreenEDGE     | 38     |
|    |                    |                     |        |
| 19 | Rafał Majka        | Team Tinkoff-Saxo   | 12     |

|   | Zawodnik       | Zespół                 | Punkty |
| - | -------------- | ---------------------- | ------ |
| 1 | Louis Vervaeke | Lotto Soudal           | 12     |
| 2 | Omar Fraile    | Caja Rural-Seguros RGA | 11     |
| 3 | Tom Danielson  | Team Cannondale-Garmin | 10     |
| 4 | Amets Txurruka | Caja Rural-Seguros RGA | 10     |
| 5 | Tony Martin    | Etixx-Quick Step       | 7      |

|    | Zawodnik           | Zespół                 | Punkty |
| -- | ------------------ | ---------------------- | ------ |
| 1  | Omar Fraile        | Caja Rural-Seguros RGA | 81     |
| 2  | Amets Txurruka     | Caja Rural-Seguros RGA | 45     |
| 3  | Tom Danielson      | Team Cannondale-Garmin | 33     |
| 4  | Tony Martin        | Etixx-Quick Step       | 23     |
| 5  | Sergio Henao       | Team Sky               | 22     |
|    |                    |                        |        |
| 24 | Michał Kwiatkowski | Etixx-Quick Step       | 2      |

|   | Zespół          | Czas        |
| - | --------------- | ----------- |
| 1 | Team Katusha    | 65h 31′ 56″ |
| 2 | BMC Racing Team | + 3' 09"    |
| 3 | Movistar Team   | + 3' 16"    |
| 4 | Pro Team Astana | + 4' 24"    |
| 5 | Team Sky        | + 14' 18"   |